# Jim McBride
Jim McBride (* 16. September 1941 in New York City) ist ein Drehbuchautor, Fernseh- und Filmproduzent und Regisseur.

## Karriere
McBride begann 1967 seine Karriere mit der im Stil des cinema verite gedrehten Mockumentary über die fiktive Figur des David Holzman. Mit dem für 2500 US-Dollar gedrehten Film gewann er den großen Preis des „Mannheim-Heidelberg International Filmfestival“. David Holzmans Tagebuch war ein kommerzieller Erfolg und wurde 1991 in den National Film Registry aufgenommen.
Seine Folgewerke, die Dokumentarfilme My Girlfriend’s Wedding aus dem Jahr 1969 und Pictures from Life’s Other Side (1971) erhielten nur wenig Beachtung, erst mit Atemlos, der Neuverfilmung von Jean-Luc Godards Außer Atem, mit Richard Gere in der Hauptrolle konnte McBride im Jahr 1983 wieder auf sich aufmerksam machen. Das Drehbuch zu Atemlos stammte von L. M. Kit Carson, der bereits 1967 in David Holzmans Tagebuch die Titelrolle gespielt hatte.
In den 1980er Jahren konnte er mit The Big Easy – Der große Leichtsinn und Great Balls of Fire – Jerry Lee Lewis – Ein Leben für den Rock’n’Roll Erfolge bei den Kritikern und dem Publikum feiern. An diese Erfolge konnte er in seiner Karriere nicht mehr anknüpfen und führt seitdem häufig Regie bei Fernsehfilmen und -serien.

## Filmografie

### Regisseur
- 1967: David Holzmans Tagebuch (David Holzman’s Diary) (Dokumentarfiktion)
- 1969: My Girlfriend's Wedding
- 1971: Pictures from Life's Other Side
- 1971: Glen and Randa
- 1974: Clinch (Hot Times)
- 1983: Atemlos (Breathless)
- 1986: Unbekannte Dimensionen (The Twilight Zone)
- 1987: The Big Easy – Der große Leichtsinn (The Big Easy)
- 1989: Great Balls of Fire – Jerry Lee Lewis – Ein Leben für den Rock’n’Roll (Great Balls of Fire!)
- 1990–1991: Wunderbare Jahre (The Wonder Years)
- 1991: Der Klan der Vampire (Blood Ties) (TV)
- 1993: Schatten der Leidenschaft (The Wrong Man) (TV)
- 1994: Geheimnisse (Uncovered)
- 1995: Perfect Crimes (Fallen Angels) – „Fearless“-Episode
- 1997: The Informant
- 1997: Pronto (TV)
- 1997: Midnight Man – Killer der Regierung (Dead by Midnight) (TV)
- 2000: Meat Loaf: To Hell and Back (TV)
- 2001: Six Feet Under – Gestorben wird immer

### Drehbuchautor
- 1967: David Holzmans Tagebuch (David Holzman’s Diary) (Dokumentarfiktion)
- 1969: My Girlfriend's Wedding
- 1971: Glen and Randa
- 1974: Clinch (Hot Times)
- 1983: Atemlos (Breathless)
- 1989: Great Balls of Fire – Jerry Lee Lewis – Ein Leben für den Rock’n’Roll
- 1994: Geheimnisse (Uncovered)

## Auszeichnungen
- Internationales Filmfestival Mannheim-Heidelberg: Hauptpreis für David Holzman's Diary; 1967.
- Cognac Festival du Film Policier[1]

Nominierungen
- Independent Spirit Awards: Independent Spirit Award: Best Director, für The Big Easy 1988.
- Venedig Film Festival: Golden Lion; für The Informant; 1997.